# Reazione di Reformatskij
La reazione di Reformatskij  è una reazione di chimica organica utile per sintetizzare β-idrossiesteri. A tal scopo si tratta un estere α-alogenato con polvere di zinco e con un'aldeide o un chetone. La reazione prende il nome dal chimico russo Sergej Nikolaevič Reformatskij, che la scoprì nel 1887.

## Schema di reazione
Un chetone o un'aldeide (se R1 = H o R2 = H) viene condensato con un estere α-alogenato, che in precedenza era stato trattato con zinco metallico. Si forma un composto organozinco che viene poi idrolizzato a β-idrossi estere. La reazione di Reformatskij è simile a quella ottenibile con i reattivi di Grignard.

## Meccanismo
Il reattivo di Reformatskij è un composto zincoorganico analogo ai reattivi di Grignard, e si ottiene da un estere α-alogenato con zinco in polvere.
Questo reagisce poi con l'aggiunta del composto carbonilico, chetone o aldeide. Il reattivo di Reformatsky è nucleofilo e si addiziona al carbonile formando un alcossido. Quest'ultimo fornisce il desiderato ß-idrossiestere per trattamento con acqua.
Rispetto ai reattivi di Grignard, la reazione di Reformatskij avviene solo con chetoni e aldeidi, e non con il gruppo carbonile di esteri.